# 하동 악양정
하동 악양정(河東 岳陽亭)은 대한민국 경상남도 하동군 화개면 덕은사 경내에 있는, 일두 정여창(1450∼1504) 선생이 은거하면서 학문을 연구하고 제자를 양성하던 정자이다.
1995년 5월 2일 경상남도의 문화재자료 제220호 악양정으로 지정되었다가, 2018년 12월 20일 현재의 명칭으로 변경되었다.

## 개요
덕은사 경내에 있는 악양정은 일두 정여창(1450∼1504) 선생이 은거하면서 학문을 연구하고 제자를 양성하던 정자이다.
조선 전기 문신이자 학자인 정여찬 선생은 김종직(金宗直)의 제자로, 경학과 성리학을 연구하였으며, 학식이 높고 행실이 단정하여 사람들로부터 칭송받았다.
건물은 15세기 말경에 지은 것으로 추정하며 고종 38년(1901)에 군수의 지원과 후세의 참여로 다시 고쳐 지었다. 1920년에 3칸이던 건물을 4칸으로 덧붙여 지었고, 1994년에 도·군의 지원으로 크게 보수하였다.
규모는 앞면 4칸이며 방·대청 2칸·방의 순으로 구성되어 있다.

## 참고 문헌
- 하동 악양정 - 국가유산청 국가유산포털

[[분류:대한민국의 누정}}